# Сан-Пьетро-ин-Винколи (титулярная церковь)
Титулярная церковь Сан-Пьетро-ин-Винколи (лат. Titulus Sancti Petri ad Vincula) — древнейшая титулярная церковь, восходящая к понтификату Папы Симмаха, была возведена около 490 года в церкви, построенной императрицей Лицинией Евдоксией по случаю смерти её мужа, императора Валентиниана III.
Этот титул упоминался среди присутствующих на Римском синоде 499 года. Церковь, с которой он был соединён, получила новое освящение в 555 году Папой Пелагием I. В Liber Pontificalis биографиях Папы Адриана I и Папы Льва III, титул называется Eudoxiae ad Vincula. Поскольку вериги святого Петра хранились в церковной сокровищнице, титул получил название Сан-Пьетро-ин-Винколи. Согласно каталогу Пьетро Маллио, составленному в период понтификата Папы Александра III, титулярная церковь была связана с базиликой Сан-Лоренцо-фуори-ле-Мура, а её священники по очереди служили в ней мессу. Титул принадлежит базилики Сан-Пьетро-ин-Винколи, расположенной в районе Рима Монти, на Оппийском холме, на площади Сан-Пьетро-ин-Винколи.

## Список кардиналов-священников титулярной церкви Сан-Пьетро-ин-Винколи
- Андромах — (590 — ?);
- Романо — (? — август 897, избран Папой Романом);
- Фаустино — (956 — до 964);
- Джорджо — (964 — до 972);
- Джулиано — (?) (972 — ?);
- Фазано — (около 1000 — январь 1004, избран Папой Иоанном XVIII);
- Деусдедит (1073 — около 1088);
- Альберико — (1088 — 1100);
- Бенедетто — (1100? — после 1118);
- Матфей — (1126 или 1127 — 1137 или 1138, до смерти);
- Козма — (1137 — умер до 1158);
- Гильермо Матенго, O.Cist. — (март 1158 — 1176, назначен кардиналом-епископом Порто и Санта-Руфины);
- Эгиллино — (после 1176 — умер до 1182);
- Маттео, C.R.L. — (1182 — 1182, до смерти);
- Пьетро — (12 марта 1188 — 1191, до смерти);
- Бернардо, C.R.S.A. — (1193 — 1204);
  - вакансия (1204 — 1288);
- Пьетро Колонна — in commendam (1288, назначен кардиналом-священником Санти-XII-Апостоли);
  - вакансия (1288 — 1331);
  - Пьетро Оринга — (или Хенрици, или Орриги, или Орингиус) (15 мая 1328 — 1330, до смерти — псевдокардинал антипапы Николая V);
- Эли Талейран-Перигор — (25 мая 1331 — 4 ноября 1348, назначен кардиналом-епископом Альбано);
  - вакансия (1348 — 1366);
- Анжелик де Гримоар, C.R.S.A. — (18 сентября 1366 — 17 сентября 1367, назначен кардиналом-епископом Альбано);
  - вакансия (1367 — 1405);
  - Пьер Жирар — (декабрь 1390 — 13 июня 1405, назначен кардиналом-епископом Фраскати — псевдокардинал антипапы Климента VII);
- Антонио Арчиони — (12 июня 1405 — 21 июля 1405, до смерти);
  - вакансия (1405 — 1408);
- Антонио Коррер, C.R.S.A. Святого Георгия в Альге — (9 мая 1408 — 9 мая 1409, назначен кардиналом-епископом Порто и Санта-Руфины);
  - вакансия (1409 — 1426);
  - Жоао Афонсу Эстевеш — (6 июня 1411 — 23 января 1415, до смерти — псевдокардинал антипапы Иоанна XXIII);
  - Доминго де Боннефои, O.Carth. — (22 мая 1423 — 1430, до смерти — псевдокардинал антипапы Бенедикта XIII);
- Хуан Сервантес — (27 мая 1426 — 27 марта 1447, назначен кардиналом-епископом Остии и Сеньи);
  - вакансия (1447 — 1449);
- Николай Кузанский — (3 января 1449 — 12 августа 1464, до смерти);
  - вакансия (1464 — 1467);
- Франческо делла Ровере, O.F.M.Conv. — (20 ноября 1467 — 9 августа 1471, избран Папой Сикстом IV);
- Джулиано делла Ровере — (22 декабря 1471 — 19 апреля 1479, in commendam 19 апреля 1479 — 1 ноября 1503, избран Папой Юлием II);
- Галеотто Франчотти делла Ровере — (6 декабря 1503 — 11 сентября 1508, до смерти);
- Систо Гара делла Ровере — (11 сентября 1508 — 8 марта 1517, до смерти);
- Леонардо Гроссо делла Ровере — (9 марта 1517 — 17 сентября 1520, до смерти);
- Сильвио Пассерини — (17 сентября 1520 — 5 января 1521, назначен кардиналом-священником Сан-Лоренцо-ин-Лучина);
- Альбрехт Бранденбургский — (5 января 1521 — 24 сентября 1545, до смерти);
- Якопо Садолето — (27 ноября 1545 — 18 октября 1547, до смерти);
- Жан дю Белле — (26 октября 1547 — 9 апреля 1548, назначен кардиналом-священником pro hac vice Сант-Адриано-аль-Форо);
- Джулио делла Ровере — титулярная диакония pro illa vice (9 апреля 1548 — 8 августа 1567 и 8 августа 1567 — 12 апреля 1570, назначен кардиналом-епископом Альбано);
- Джованни Антонио Сербеллони — (12 апреля — 9 июня 1570, назначен кардиналом-священником Сан-Клементе);
- Антуан Перрено де Гранвела — (9 июня 1570 — 9 июля 1578, назначен кардиналом-священником Санта-Мария-ин-Трастевере);
- Станислав Гозий — (9 июля — 3 октября 1578, назначен кардиналом-священником Санта-Мария-ин-Трастевере);
- Маркус Ситтикус фон Гогенэмс — (3 октября 1578 — 17 августа 1579, назначен кардиналом-священником Сан-Клементе);
- Альфонсо Джезуальдо — (17 августа 1579 — 5 декабря 1580, назначен кардиналом-священником Сан-Клементе);
- Маркантонио Колонна старший — (5 декабря 1580 - 13 октября 1586, назначен кардиналом-священником Сан-Лоренцо-ин-Лучина);
- Джероламо делла Ровере — (14 января 1587 — 7 февраля 1592, до смерти);
- Алессандро Оттавиано Медичи — (14 февраля 1592 — 27 апреля 1594, назначен кардиналом-священником Санта-Прасседе);
- Франсуа де Жуайез — (27 апреля 1594 — 24 марта 1604, назначен кардиналом-епископом Сабины);
- Джироламо Агукки — (25 июня 1604 — 27 апреля 1605, до смерти);
- Чинцио Пассери Альдобрандини — (1 июня 1605 — 1 января 1610, до смерти);
- Ланфранко Марготти — (11 января 1610 — 28 ноября 1611, до смерти);
- Бартоломео Чези — (5 декабря 1611 — 7 января 1613, назначен кардиналом-священником Санта-Прасседе);
- Бонифацио Бевилакква — (7 января 1613 — 29 марта 1621, назначен кардиналом-священником Санта-Мария-ин-Трастевере);
- Франсуа д'Эскубло де Сурди — (29 марта — 13 октября 1621, назначен кардиналом-священником Санта-Прасседе);
- Микеланджело Тонти — (13 октября 1621 — 21 апреля 1622, до смерти);
- Луиджи Каппони — (2 мая 1622 — 20 августа 1629, назначен кардиналом-священником Сан-Лоренцо-ин-Лучина);
- Лаудивьо Дзаккья — (17 сентября 1629 — 30 августа 1637, до смерти);
- Антонио Барберини старший, O.F.M.Cap. — (7 сентября 1637 — 26 мая 1642, назначен кардиналом-священником Санта-Мария-ин-Трастевере);
- Бернардино Спада — (22 мая 1642 — 19 февраля 1646, назначен кардиналом-епископом Альбано);
- Марцио Джинетти — (19 февраля 1646 — 23 сентября 1652, назначен кардиналом-священником Санта-Мария-ин-Трастевере);
- Джованни Баттиста Мария Паллотта — (23 сентября 1652 — 21 апреля 1659, назначен кардиналом-священником Санта-Мария-ин-Трастевере);
- Ульдерико Карпенья — (21 апреля 1659 — 21 ноября 1661, назначен кардиналом-священником Санта-Мария-ин-Трастевере);
- Федерико Сфорца — (21 ноября 1661 — 24 мая 1676, до смерти);
- Эммануэль-Теодоз де ла Тур д’Овернь де Буйон — (19 октября 1676 — 19 октября 1689, назначен кардиналом-епископом Альбано);
- Пьер де Бонзи — (19 октября — 28 ноября 1689, назначен кардиналом-священником Сант-Эузебио);
- Савио Миллини — (12 декабря 1689 — 10 февраля 1701, до смерти);
- Марчелло Дураццо — (21 февраля 1701 — 27 апреля 1710, до смерти);
- Фульвио Асталли — (7 мая 1710 — 16 апреля 1714, назначен кардиналом-епископом Сабины);
- Фердинандо д’Адда — (16 апреля 1714 — 21 января 1715, назначен кардиналом-епископом Сабины);
- Лоренцо Казони — (21 января 1715 — 19 ноября 1720, до смерти);
- Лоренцо Корсини — (16 декабря 1720 — 19 ноября 1725, назначен кардиналом-епископом Фраскати);
- Джанантонио Давиа — (19 ноября 1725 — 11 февраля 1737, назначен кардиналом-священником Сан-Лоренцо-ин-Лучина);
- Винченцо Петра — (11 февраля 1737 — 16 сентября 1740, назначен кардиналом-епископом Палестрины);
- Франческо Антонио Фини — (16 сентября 1740 — 11 марта 1743, назначен кардиналом-священником Санта-Мария-ин-Трастевере);
- Никколо Мария Леркари — (11 марта 1743 — 21 марта 1757, до смерти);
- Антонио Андреа Галли, Can.Reg.Lat. — (23 мая 1757 — 24 марта 1767, до смерти);
- Гаэтано Фантуцци — (6 апреля 1767 — 1 октября 1778, до смерти);
- Ладзаро Опицио Паллавичино — (14 декабря 1778 — 23 февраля 1785, до смерти);
- Джузеппе Мария Дориа Памфили — (11 апреля 1785 — 20 сентября 1802, назначен кардиналом-священником Санта-Чечилия);
- Джироламо делла Порта — (20 сентября 1802 — 5 сентября 1812, до смерти);
  - вакансия (1812 — 1816);
- Томмазо Ареццо — (29 апреля 1816 — 29 мая 1820, назначен кардиналом-епископом Сабины);
- Паоло Джузеппе Соларо ди Вилланова — (24 ноября 1823 — 9 сентября 1824, до смерти);
- Жоакен-Жан-Ксавье д’Изоар — (17 сентября 1827 — 15 апреля 1833, назначен кардиналом-священником Сантиссима-Тринита-аль-Монте-Пинчо);
- Каструччо Кастракане дельи Антельминелли — (29 июля 1833 — 22 января 1844, назначен кардиналом-епископом Палестрины);
- Никкола Парраччани Кларелли — (25 января 1844 — 22 февраля 1867, назначен кардиналом-епископом Фраскати);
- Луис де ла Ластра-и-Куэста — (12 июля 1867 — 5 мая 1876, до смерти);
- Джованни Симеони — (18 декабря 1876 — 14 января 1892, до смерти);
- Иньяцио Персико, O.F.M.Cap. — (19 января 1893 — 7 декабря 1895, до смерти);
- Адольф-Луи-Альбер Перро, Orat. — (25 июня 1896 — 10 февраля 1906, до смерти);
- Дезире-Жозеф Мерсье — (18 апреля 1907 — 23 января 1926, до смерти);
- Луиджи Капотости — (24 июня 1926 — 16 февраля 1938, до смерти);
  - вакансия (1938 — 1946);
- Теодозиу Клементе де Гувейя — (22 февраля 1946 — 6 февраля 1962, до смерти);
- Лео Сюненс — (22 марта 1962 — 6 мая 1996, до смерти);
- Жан-Мари Баллан — (21 февраля — 1 марта 1998, до смерти);
- Луи-Мари Бийе — (21 февраля — 22 июля 2001, назначен кардиналом-священником Сантиссима-Тринита-аль-Монте-Пинчо);
- Пио Лаги — (26 февраля 2002 — 10 января 2009, до смерти);
- Дональд Вюрл — (20 ноября 2010 — по настоящее время).